# Mittellatein

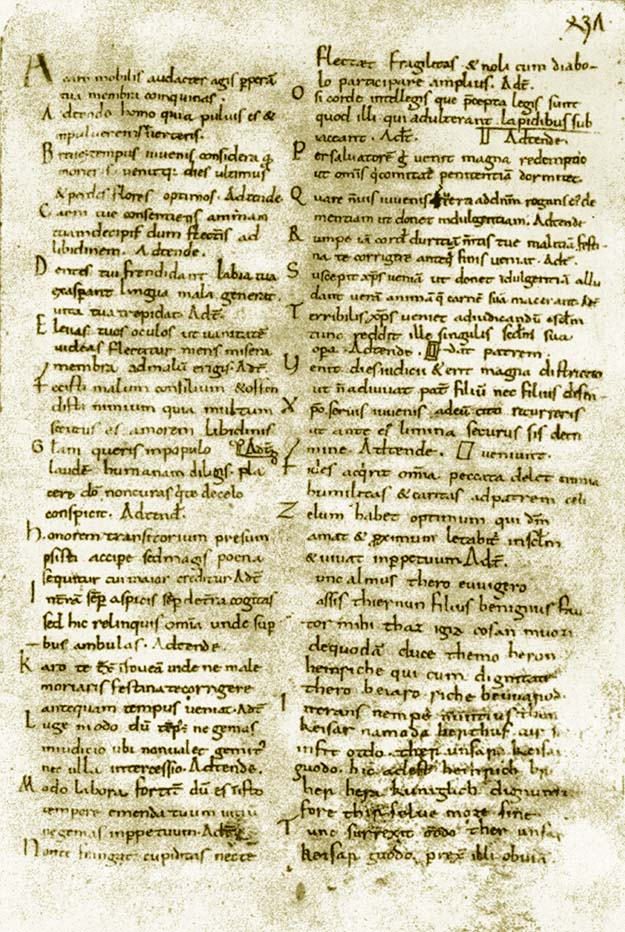
Seite mit mittellateinischem Text aus den Carmina Cantabrigiensia (Cambridge University Library, Gg. 5. 35), 11. Jhd.

Unter dem Begriff Mittellatein oder mittellateinische Sprache werden die vielfältigen Formen der lateinischen Sprache des europäischen Mittelalters (etwa 6. bis 15. Jahrhundert) zusammengefasst. Eine genaue Abgrenzung einerseits vom vorausgehenden Spätlatein (Latein der Spätantike) und andererseits vom in der Renaissance aufkommenden Neulatein der Humanisten ist nicht möglich.
Der Begriff ist eine Analogiebildung zu Mittelhochdeutsch. Die lateinische Literatur des Mittelalters wird als mittellateinische Literatur bezeichnet, die lateinische Philologie des Mittelalters als mittellateinische Philologie oder kurz Mittellatein. Fachleute in dieser Disziplin werden als Mittellateiner bezeichnet.
Ausgehend von der Literatursprache der spätantiken Kaiserzeit, der Sprache der Jurisprudenz und der Kirchenväter, zuweilen, jedoch keineswegs durchgängig, beeinflusst von den romanischen Sprachen oder der jeweiligen Muttersprache des Autors, aber entgegen verbreiteten Vorurteilen („Küchenlatein“) immer wieder auch im Kontakt mit der antiken Literatur der klassischen Periode, insbesondere der Dichtung, entstand ein äußerst heterogenes Sprachmaterial, das die ganze Spannbreite von umgangssprachlicher, kolloquialer, pragmatischer Diktion bis zu hochrhetorischer oder dichterischer Stilisierung auf höchstem Niveau umfasst und in seinen Spitzenerzeugnissen den Vergleich mit der antiken, viel stärker durch die Selektion des Überlieferungsprozesses gefilterten Literaturproduktion genauso wenig zu scheuen braucht wie den mit der gleichzeitigen oder späteren volkssprachigen Literaturproduktion.

## Entwicklung

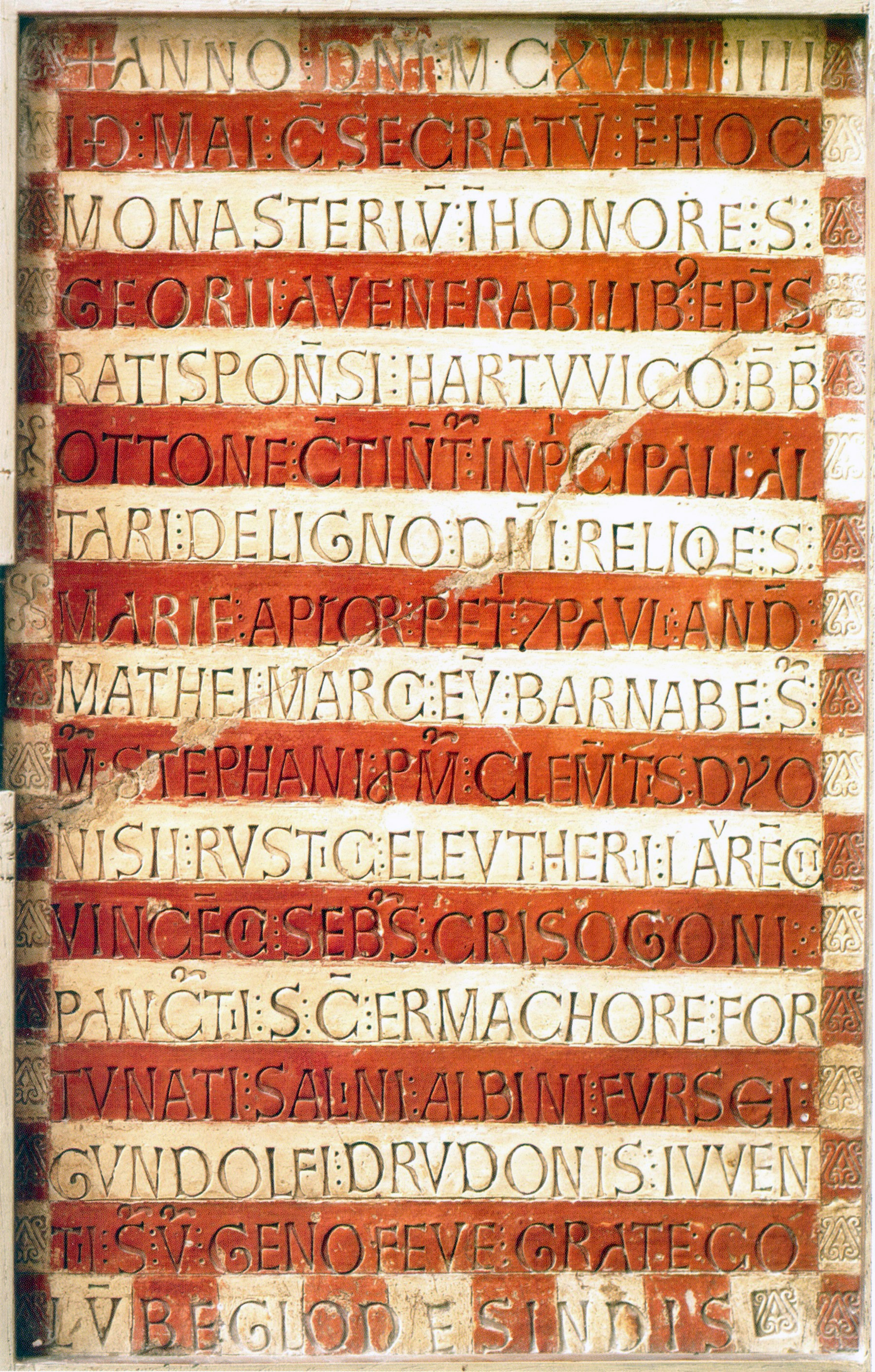
Prüfeninger Weiheinschrift von 1119

Als sich die Schriftsteller zu Beginn des Mittelalters mit Antike und Christentum befassten, stand ihnen in der Romania, also in dem Gebiet, in dem sich das Latein als Umgangssprache hatte festsetzen können, nur das Latein als ausgebildete Schrift- und Buchsprache zur Verfügung; die romanischen Buchliteraturen sollten sich erst im späteren Mittelalter (ca. ab 12./13. Jh.) herausbilden. Auch die Germania vermochte mit keiner geeigneteren Schriftsprache aufzuwarten, als es das Latein war, zumal die germanischen Sprachen eine von der Mittelmeerwelt ganz abweichende Kultur und (meist mündliche) Überlieferung entwickelt hatten. Da außerdem der Geistliche, der damals zugleich der Schreibende war, täglich von Berufs wegen mündlich und schriftlich mit jenem Latein umging, das er als die Sprache der Bibel, ihrer Exegese, der christlichen Dogmatik und der Liturgie vorfand, lag es nahe, dass man diese Sprache als Schriftsprache übernahm.
Dieses Mittellatein entstand aus der spätantiken Latinität. Es unterscheidet sich deshalb in zahlreichen Punkten vom klassischen Latein. Die Abweichungen von der klassischen Norm haben verschiedene Ursachen:
- Neben dem Latein als Schrift- und Bildungssprache haben sich in der Romania allmählich verschiedene Volkssprachen entwickelt, die alle Weiterentwicklungen des sogenannten Vulgärlateins sind. Jeder Verfasser von Texten lässt nun Elemente der eigenen Muttersprache in seine Schriftsprache einfließen. Dies gilt auch für Personen nicht-romanischer Zunge. Das Ausmaß solcher Einflüsse hängt natürlich in starkem Maße von der Ausbildung des jeweiligen Verfassers ab. Aufs Ganze gesehen halten sich die volkssprachlichen und vulgärlateinischen Einflüsse, zumal solche, die nicht durch das Bibellatein vermittelt sind, jedoch in Grenzen. Daher zerfällt das Mittellatein trotz einiger identifizierbarer nationaler Besonderheiten nicht in Dialekte oder Regionalsprachen, sondern weist eine horizontale Gliederung nach Stilniveau und Gattungen auf. Weniger ausgeprägt in Morphologie und Syntax, deutlich dagegen in der Wortbildung, lassen sich innerhalb des Mittellateins epochenspezifische Entwicklungen beobachten.
- Da das Latein – trotz aller sprachlichen Kompetenz und Differenzierungsfähigkeit vieler Schriftsteller – für alle eine erlernte Sprache ist, kommt es (vor allem in der Syntax) zu Tendenzen allmählicher Vereinfachung. Typisch lateinische Erscheinungen werden, vor allem wenn sie in den romanischen Sprachen bereits aufgegeben worden sind oder in der jeweiligen Muttersprache nicht existieren, aufgegeben oder zumindest seltener benutzt, so zum Beispiel der AcI, der Ablativus absolutus und die Vielfalt und Verschachtelung der Nebensätze. Das Ausmaß, in dem diese Tendenzen beim einzelnen Autor wirksam werden, ist, z. T. epochenabhängig, sehr unterschiedlich. Auch gegenläufige Tendenzen wie Hyperurbanismen oder Manierismus sind häufig zu beobachten.
- Die neuen sozialen und politischen Strukturen (Christentum, Feudalismus) wirken auch auf die Sprache, vor allem im Bereich des Wortschatzes, wo zahlreiche Neuschöpfungen nötig werden und viele Wörter ihr Bedeutungsspektrum erweitern.

Das Latein war durch das ganze Mittelalter hindurch eine lebendige Sprache, die in den gebildeten Schichten nicht nur schriftlich, sondern auch mündlich fließend beherrscht wurde, wozu auch die aktive Beherrschung der Verse und Metrik gehörte. Alle, die über eine gewisse Bildung verfügten, waren also zweisprachig: Sie sprachen zum einen ihre jeweilige Muttersprache, zum andern Latein, das deshalb oft auch als „Vatersprache“ des Mittelalters bezeichnet wird. Wie bereits gesagt, breitete sich das Mittellatein weit über die Grenzen des Römischen Reiches aus, so bis nach Ostdeutschland, Jütland, auf die dänischen Inseln, nach Schweden, Norwegen und Island, auch in die slawischen Gebiete bis ins eigentliche Russland hinein und nach Ungarn und Finnland.
Die „Muttersprachlichkeit“ äußerte sich darin, dass man antike Wörter mit neuen Bedeutungen ausstattete, neue Ableitungen und Wörter bildete und überhaupt mit der Sprache wie mit einer Muttersprache, die sich ja auch ständig wandelt, umging, ohne allerdings je die Vorbilder der klassischen Zeit zu vergessen, denen man immer verpflichtet blieb.
Das Ende bereiteten dem Mittellatein nicht die Volkssprachen, sondern der Renaissance-Humanismus und das durch ihn hervorgerufene sogenannte Neulatein, das sich im 15. und Anfang des 16. Jahrhunderts allmählich durchsetzte. Das Neulatein war durch eine strengere Orientierung am klassischen Latein gekennzeichnet. Wenige klassische Autoren, besonders Cicero und Vergil, galten als Vorbilder. Durch diese rückwärtsgewandte Normierung wurde die lebendige Sprachentwicklung gelähmt, der Gebrauch der lateinischen Sprache im Alltag wurde erschwert. Die Virtuosität einiger Autoren täuscht darüber hinweg, dass die mangelnde Flexibilität des Neulateinischen insgesamt zu einer sprachlichen Verarmung führte. So haben gerade die leidenschaftlichsten Verfechter und Liebhaber des Lateinischen, die Humanisten, durch ihren Kampf gegen das nach ihrer Ansicht barbarische Mittellatein und ihr Insistieren auf die Norm der klassischen Antike wesentlich zur Verdrängung der lateinischen Sprache beigetragen. Erst in dieser Zeit beginnt das Latein als Sprache der Bildung und Politik zu erstarren und zu „sterben“.

## Merkmale des Mittellateins und Abweichungen vom klassischen Latein

### Graphie und Aussprache (Phonologie)
Die Darstellung der Phonetik des Mittellatein stößt vor allem aus drei Gründen auf erhebliche Schwierigkeiten, erstens den Zeitraum von rund 1000 Jahren, innerhalb dessen es zu erheblichen Veränderungen kam, zweitens die räumliche Erstreckung über große Teile Europas und die damit verbundene regionale Beeinflussung durch die verschiedensten in diesem Großraum verwendeten Volkssprachen und drittens die Schwierigkeit ihrer Rekonstruktion ausschließlich aus den handschriftlichen Zeugnissen und den Interferenzen mit den Volkssprachen. Eine einheitliche Aussprache konnte es unter diesen Umständen nicht geben. Trotzdem lassen sich einige allgemeingültige Aussagen machen.
- Der bereits für die antike Umgangssprache belegte phonetische Zusammenfall der Diphthonge ae mit ĕ und oe mit ē führt früh zu orthographischen Konsequenzen. Das a wird zunächst, vor allem in der Kursive, subskribiert, später entwickelt sich die sogenannte e caudata, das e mit einem Schwänzchen als Unterlänge (ę). Seit dem 12. Jh. werden æ und œ meist durch einfaches e wiedergegeben, zum Beispiel precepit für præcēpit, insule für īnsulæ, amenus für amœnus. Dazu kommen umgekehrte („hyperkorrekte“) Schreibungen wie æcclesia statt ecclēsia, fœtus statt fētus und cœlum statt cælum. Die Humanisten beleben die zeitweise verschwundene e caudata wieder.
- Vor allem im frühmittelalterlichen Latein begegnen häufig Vertauschungen von e und i.
- y statt i und œ findet sich nicht nur in griechischen Wörtern, sondern auch in lateinischen, zum Beispiel yems für hiems, yra für īra; vgl. den Titel Yconomica (Oeconomica) Konrads von Megenberg.
- h wird fortgelassen oder hinzugefügt, im Anlaut, zum Beispiel iems für hiems, ora für hōra und hora für ōra, und auch sonst, zum Beispiel veit für vehit; besonders nach t, p und c, zum Beispiel thaurus für taurus, spera für sphæra, monacus für monachus, conchilium für concilium und michi für mihī.
- Da t und c vor halbvokalischem i zusammengefallen war, werden sie auch in der Schrift sehr oft vertauscht, zum Beispiel tercius für tertius, Gretia für Græcia.
- Konsonantengemination wird oft vereinfacht oder abundierend gesetzt, zum Beispiel litera für littera, aparere für apparēre und edifficare für ædificāre.
- Unbequeme Konsonantengruppen werden vereinfacht, zum Beispiel salmus für psalmus, tentare für temptāre.
- Sehr häufig und offensichtlich aus dem Vulgärlatein übernommen sind Dissimilationen, zum Beispiel pelegrinus für peregrīnus (vgl. im Deutschen Pilger; ebenso franz. pèlerin, ital. pellegrino), radus für rārus (vgl. italienisch di rado).
- Sämtliche Vokale werden offen artikuliert. Beleg ist ein Überbleibsel im Italienischen: Das Credo im Sinne des christlichen Glaubensbekenntnisses wird mit offenem 'e' artikuliert und setzt die mittellateinische Aussprache fort. Demgegenüber spricht man die rein italienische Verbform credo („ich glaube“) mit geschlossenem 'e'.

### Morphologie

#### Konjugation
- Verwechslung von „normalen“ Verben und Deponentien, zum Beispiel (ad)mirare statt (ad)mīrārī, viari statt viāre (= reisen).
- Zahlreich sind Konjugationswechsel anzutreffen, zum Beispiel aggrediri für aggredī, complectari für complectī, prohibire für prohibēre (vgl. ital. proibire), rídere für rīdēre (vgl. ital. ridere) und potebat für poterat (vgl. ital. potere).
- Beim Futur finden sich Verwechslungen zwischen b- und e-Futur, zum Beispiel faciebo für faciam, negam für negābō.
- Das Passiv Perfekt wird sehr oft mit fui statt sum gebildet: interfectus fuit (Aus dieser Verwendung, die im Übrigen schon im klassischen Latein vereinzelt zur Bezeichnung eines Zustandes in der Vergangenheit begegnet, hat sich z. B. das franz. passé composé und das ital. passato prossimo entwickelt).
- Zusätzliche periphrastische Verbformen: Die Umschreibung mit habēre und Partizipium Perfekt Passiv (zum Beispiel lībrōs perditōs habeō), im klassischen Latein nur zur nachdrücklichen Bezeichnung eines dauernden Zustandes verwendet, kann das gewöhnliche Perfekt Passiv oder auch Aktiv ersetzen; dicēns sum.

#### Deklination
- Es ist eine gewisse Unsicherheit beim Umgang mit den verschiedenen Deklinationen feststellbar, so dass Wörter manchmal von einer Deklination in die andere übergehen, zum Beispiel noctuum für noctium, īgnīs für īgnibus. Häufiger wird auch die pronominale Dativ-Endung -ī durch -ō ersetzt: illō für illī. Allgemein besteht die Tendenz, Wörter der u-Deklination in die o-Deklination und Wörter der e-Deklination in die ā-Deklination überzuführen, zum Beispiel senātus,-ī statt senātus,-ūs (senati steht aber schon bei Sallust), magistrātus,-ī statt magistrātus,-ūs oder māteria für māteria/māteriēs (= Bauholz), effigia für effigiēs (= Bildnis).
- Wechsel des Genus, vor allem „Niedergang“ des Neutrums (vgl. romanische Sprachen), zum Beispiel cornus statt cornū, maris statt mare (= das Meer), fātus statt fātum, domus tuus statt domus tua, timor māgna statt timor māgnus.
- Mit wenigen Ausnahmen kann (wie in den romanischen Sprachen) jedes Adjektiv durch Voransetzung von plūs oder magis gesteigert werden, zum Beispiel plūs/magis nobilis und manchmal auch zusammen mit dem synthetischen Komparativ plūs/magis nobilior. Seltener ist die Verwendung eines Komparativs statt des Superlativs, zum Beispiel Venit sibi in mente, ut maiorem principem, qui in mundo esset, quæreret.

### Syntax
- Im Mittellateinischen wurde das Pronomen ille (illa, illud) auch als bestimmter Artikel und das Numerale ūnus (ūna, ūnum) auch als unbestimmter Artikel gebraucht.[4]
- Die Demonstrativpronomina werden meist nicht mehr so scharf geschieden wie im klassischen Latein. So können hic, iste, ipse, īdem wie is verwendet werden.
- Die beiden Partizipien præfātus und prædictus (eigtl. vorhergenannt) werden als neue Demonstrativpronomina oft wie ille gebraucht.
- Statt der nicht-reflexiven Pronomina stehen oft die reflexiven, also sē = eum, suus = eius.
- Manche Verben werden mit einem anderen Kasus verbunden, zum Beispiel adiuvāre, iubēre, sequī, vetāre + Dat.; fruī, ūtī, fungī + Akk.
- Anstelle eines Accusativus cum infinitivo wird gern ein quod- oder gar ein quia-Satz gesetzt (so aber bereits in der Vulgata), auch quāliter-Sätze begegnen in dieser Funktion.
- Die Konjunktion dum wird oft statt temporalem cum verwendet.
- Erzähltempus ist nicht mehr nur Perfekt und Praesens historicum, sondern auch das Imperfekt, ja sogar das Plusquamperfekt. Man gebraucht auch das Präsens anstelle des Futur I und das Perfekt statt Futur II.
- Die cōnsecutiō temporum (Zeitenfolge) wird nicht mehr streng beachtet. So findet sich in Gliedsätzen oft Konjunktiv Plusquamperfekt statt Konjunktiv Imperfekt.
- Die finale Verwendung des Infinitivs, die im klass. Latein selten und meist nur poetisch bezeugt ist, wird häufig, zum Beispiel Abiit mandūcāre für Abiit, ut ederet bzw. mandūcātum abiit.
- Anstelle des Partizip Präsens Aktiv steht oft ein Gerundium im Ablativ, zum Beispiel loquendō für loquēns (vgl. das ital. und span. gerundio sowie das franz. gérondif).

### Vokabular
Das Latein des Mittelalters zeichnet sich durch einen erheblich umfangreicheren Wortschatz aus, der einerseits durch lateinische Neubildungen mithilfe von Präfixen und Suffixen sowie semantische Fortbildungen bereichert wird, andererseits frei aus verschiedenen anderen zeitgenössischen Volkssprachen sowie dem Griechischen Anleihen macht. Da ein großer Teil der frühen christlichen Literatur in dieser Sprache verfasst worden und auch in der lateinischen Bibelübersetzung mancher griechische Ausdruck beibehalten worden war, war griechisches Wortmaterial bereits in der Spätantike in erheblichem Umfang in die lateinische Sprache aufgenommen worden. Wenn man sich auch von den griechischen Sprachkenntnissen der meisten mittelalterlichen Gelehrten keine übertriebenen Vorstellungen machen darf, so waren sie doch in der Lage, anhand griechisch-lateinischer Glossare oder Bilinguen weitere Neubildungen vorzunehmen.
Eine weitere Quelle waren die Sprachen der germanischen Völker, die in Mitteleuropa die Nachfolge der Römer antraten.
Weiterhin wurden viele klassische lateinische Vokabeln, die nicht mehr im Gebrauch waren, durch Wortneubildungen auf der Basis des Vulgärlateins und der germanischen Sprachen ersetzt.
Beispiele
- Allzu kurze Wörter werden durch längere (und oft regelmäßigere) ersetzt, zum Beispiel īre durch vadere, ferre durch portāre, flēre durch plōrāre, equus durch caballus, ōs durch bucca und rēs durch causa;
- Besonders oft verdrängen sogenannte Intensiva auf -tāre das zugrunde liegende Verb, zum Beispiel adiutāre statt adiuvāre, cantāre statt canere und nātāre statt nāre.
- Oft bekommen aus der Antike übernommene Wörter neue Bedeutungen: breve der Brief, die Urkunde, convertere und convertī ins Kloster gehen, corpus die Hostie, plēbs die (christliche) Gemeinde, homō der Untergebene, comes der Graf (vgl. franz. comte, ital. conte), dux der Herzog (vgl. franz. duc), nōbilis der Freie, advocātus der Vogt.
- Es werden auch zahlreiche neue Wörter geschaffen oder entlehnt: bannus (zu dt. Bann) die Gerichtsbarkeit, lēgista der Jurist, camis(i)a das Hemd; vgl. den Titel De ente et essentia.

## Mittellateinische Literatur